# Vincenzo Guarniera
Vincenzo Guarniera (Catania, 14 aprile 1906 – Roma, 20 giugno 1980) è stato un militare e partigiano italiano.

## Biografia
Di professione meccanico, viene deferito fra gli anni Venti e Trenta quale sospetto antifascista al Tribunale speciale venendo assolto per insufficienza di prove (venne comunque ammonito). Trascorre il periodo di leva in Marina ricoprendo il ruolo di motorista sul sommergibile "Goffredo", ottiene il brevetto di pilota civile e viene arruolato in aeronautica all'inizio della seconda guerra mondiale. Decorato con medaglia d'argento e premiato col grado di maresciallo per il suo valore, nel 1941 verrà radiato dalle forme armate per antifascismo. Dopo l'armistizio del 1943 inizia la sua vicenda di militante di Bandiera Rossa.
(Da ANPI.)
(Da ANPI.)
Assume il nome di battaglia di Tommaso Moro e diviene comandante di una delle formazioni romane più combattive, Bandiera Rossa, con Filiberto Sbardella e una squadra forte di 172 compagni: tutt'oggi è noto e ricordato a Roma per la sua audacia, tanto da dedicargli lavori teatrali in cui viene unito al nome di Giuseppe Albano. A distanza di pochissimi giorni dalla creazione della formazione armata, vi è il lancio  di diecimila volantini, in data 6 dicembre 1943, in tutti i cinema della Capitale. I nazifascisti pongono sul suo capo una taglia di 1.500.000 lire. Guarniera attraversa diverse volte le linee sul fronte di Cassino per compiere missioni a Napoli ritornando poi a Roma a missione compiuta.
Ad iniziare dal maggio 1944 la sua formazione intensifica gli attacchi ai nazifascisti con audaci e repentini attacchi ai gruppi tedeschi in ritirata sull'Aurelia. Fra queste azioni, guidate dal Guarniera, il 17 maggio 1944, il tentativo di liberazione di 7 compagni condannati a morte il 10 maggio del 1943, e detenuti nel forte Bravetta. Guarniera ed i suoi compagni si travestono con  divise catturate a militi fascisti del Polizia dell'Africa Italiana, entrano nel Forte e liberano sette condannati a morte, che però risultano essere altri patrioti, non i membri di Bandiera Rossa che Guarniera cercava .
Finalmente, nella notte tra il 4 e il 5 giugno, le unità della 5ª Armata americana e delI'VIII Armata britannica entrano a Roma preceduti da gruppi di Legionari che fanno da apripista. Il generale Harold Alexander complimentandosi per la sua efficienza militare lo decorerà con la Bronze Star Medal, definendolo: 
(Biografie Resistenza Roma.)
Dopo la liberazione di Roma proseguono le sue missioni in appoggio alla Resistenza fiorentina; la sua ultima missione è portare 53 kg di medicinali e 716.000 lire ai partigiani di Firenze. A conflitto terminato - dopo essere stato decorato motu proprio dal Luogotenente del Regno, Umberto di Savoia - dopo lo scioglimento di Bandiera Rossa nel 1947 si ritira vita privata, come altri militanti, per l'impossibilità di sbocco politico della lotta armata per l'ideologia che è alla base del gruppo rivoluzionario, in quanto militanti e gruppi dirigenti ritengono che il contesto storico che si è sviluppato anche a livello internazionale impedisca uno sviluppo politico dell'organizzazione armata partigiana.
L'uscita di scena di Bandiera Rossa è causata dalla nuova situazione che si sviluppa in Italia, liberata dai nazifascisti ma sotto stretto controllo degli Alleati; non vi è quindi spazio per l'evoluzione della Resistenza verso un sistema sociale non capitalistico, anche il Partito Comunista Italiano media con la monarchia e con la democrazia borghese e quindi gli spazi sono chiusi. La maggioranza dei militanti entrerà nel Partito Comunista Italiano, altri confluiranno nei vari partiti della sinistra, per tentare comunque di provocare nel partito un riavvicinamento a quelle posizioni - sostenute non soltanto da Bandiera Rossa - per cui molti avevano fatto la Resistenza: non solo lotta al fascismo, ma anche al capitalismo per far evolvere il Paese in senso socialista.
Nel dopoguerra Guarniera fu oggetto di numerose polemiche per la sua attività da partigiano e subì anche traversie giudiziarie che portarono, il 24 aprile 1950, alla revoca della medaglia d'oro al Valor Militare.